# Schwarzwald-Baar-Kreis
Der Schwarzwald-Baar-Kreis ist eine Gebietskörperschaft mit 213.922 Einwohnern (31. Dezember 2023) in Baden-Württemberg. Der Landkreis gehört zur Region Schwarzwald-Baar-Heuberg im Regierungsbezirk Freiburg und erstreckt sich auf das Gebiet zwischen Schwarzwald und Schwäbischer Alb. Hier entspringen sowohl die Donau und ihre Quellflüsse Brigach und Breg als auch der Neckar, weshalb der Kreis auch als Quellenland bezeichnet wird.

## Geografie

### Lage
Der Schwarzwald-Baar-Kreis umfasst den Südosten des Mittleren Schwarzwalds, den nördlichen Teil des Randen sowie die Landschaft Baar, eine Gäu- bzw. Albvorlandschaft zwischen dem Schwarzwald und der Schwäbischen Alb. Die höchste Erhebung des Kreises mit 1.164 m liegt etwas verborgen innerhalb des langgestreckten, in Nord-Süd-Richtung verlaufenden Farnberg-Plateaus südlich des bekannteren Gipfels des Rohrhardsberges in der Nähe des Griesbacher Ecks. Der tiefste Punkt des Landkreises befindet sich an der Gutach zwischen Triberg und Hornberg im Bereich der sogenannten Himmelreichkurve der Bundesstraße 33 mit 472 m. Die durchschnittliche Höhe des Landkreises beträgt ca. 800 m, keine der Städte und Gemeinden befindet sich unter 600 m Höhe (Bahnhof Triberg: 616 m).

### Donau und Neckar
Im Landkreis entspringen die Donau und der Neckar. Zwei Städte, Donaueschingen und Furtwangen, beanspruchen jeweils die Donauquelle. Beide Städte, ebenso die beiden Quellflüsse Brigach und Breg, gehören zum Landkreis. Der Neckarursprung befindet sich im Stadtbezirk Schwenningen der Stadt Villingen-Schwenningen. Das Wasser beider Flüsse nimmt unterschiedliche Wege; während die Donau in das Schwarze Meer mündet, fließt der Neckar über den Rhein in die Nordsee. Somit durchquert die Europäische Hauptwasserscheide das gesamte Kreisgebiet, in einer großen, nach Osten offenen Schleife um die Donauquellen herum.
Auf oder dicht an der Wasserscheide liegen einzelne Häuser (z. B. die Escheck bei Furtwangen, die Kalte Herberge bei Vöhrenbach-Urach oder die Sommerau bei St. Georgen im Schwarzwald) oder sogar ganze Ortschaften, wie die Blumberger Stadtteile Kommingen, Randen und Zollhaus sowie Bräunlingen-Döggingen und Mönchweiler. Weitere Flüsse wie die Elz, die Wilde Gutach, die Gutach, die Schiltach und ein Nebenbach der Biber beginnen im Kreis ebenfalls ihren Lauf, die Wutach tangiert ihn. Damit entwässert das Kreisgebiet nach Süden zum Hochrhein/Bodensee, nach Westen und Nordwesten zum Oberrhein, nach Nordosten in den Neckar und nach Osten in die Donau. Aufgrund dieses Alleinstellungsmerkmals bezeichnet sich der Kreis gerne als Quellenlandkreis Schwarzwald-Baar.

### Orte
Die Liste der Orte im Schwarzwald-Baar-Kreis enthält ungefähr 846 Orte (Städte, Dörfer, Weiler, Zinken, Höfe und Wohnplätze) im geographischen Sinne.

### Nachbarkreise
Der Landkreis grenzt im Uhrzeigersinn im Nordwesten beginnend an die Landkreise Ortenaukreis, Rottweil, Tuttlingen und Konstanz (alle in Baden-Württemberg), an den zur Schweiz gehörenden Kanton Schaffhausen sowie an die Landkreise Waldshut, Breisgau-Hochschwarzwald und Emmendingen (alle wiederum in Baden-Württemberg).
| Landkreis Emmendingen              | Ortenaukreis                                | Landkreis Rottweil   |
| Landkreis Breisgau-Hochschwarzwald | Kompassrose, die auf Nachbargemeinden zeigt | Landkreis Tuttlingen |
| Landkreis Waldshut                 | Kanton Schaffhausen (Schweiz)               | Landkreis Konstanz   |

### Naturschutzgebiete
Der Schwarzwald-Baar-Kreis besitzt folgende 26 Naturschutzgebiete. Nach der Schutzgebietsstatistik der Landesanstalt für Umwelt, Messungen und Naturschutz Baden-Württemberg (LUBW) stehen 2.083,73 Hektar der Kreisfläche unter Naturschutz, das sind 2,03 Prozent.
1. Albtrauf Baar: 365,6 ha (davon 103,3 ha im Schwarzwald-Baar-Kreis); Stadt Bad Dürrheim
2. Betzenbühl: 2,0 ha; Stadt Donaueschingen
3. Billibuck: 11,0 ha; Stadt Blumberg
4. Birken-Mittelmeß: 170,9 ha; Städte Bad Dürrheim und Donaueschingen
5. Blindensee: 16,5 ha; Gemeinde Schönwald im Schwarzwald
6. Briglirain: 26,0 ha; Stadt Furtwangen und Gemeinde Schönwald im Schwarzwald
7. Deggenreuschen - Rauschachen: 124,9 ha; Gemeinde Hüfingen
8. Elzhof: 137,3 ha; Gemeinde Schönwald im Schwarzwald
9. Gifitzenmoos: 7,2 ha; Gemeinde Mönchweiler
10. Grüninger Ried: 10,8 ha; Stadt Donaueschingen und Gemeinde Brigachtal
11. Günterfelsen und Umgebung: 1,7 ha; Stadt Furtwangen
12. Hondinger Zisiberg: 1,9 ha; Stadt Blumberg
13. Laubeck-Rensberg: 232,9 ha; Gemeinde Schonach
14. Mönchsee-Weiherwiesen: 34,7 ha; Stadt Villingen-Schwenningen und Gemeinde Mönchweiler
15. Mühlhauser Halde: 51,8 ha; Stadt Villingen-Schwenningen
16. Palmenbuck: 0,3 ha; Gemeinde Bräunlingen
17. Plattenmoos: 55,7 ha; Stadt Villingen-Schwenningen und Gemeinde Brigachtal
18. Rohrhardsberg-Obere Elz: 558,1 ha (davon 520,3 ha im Schwarzwald-Baar-Kreis); Stadt Furtwangen und Gemeinden Schonach im Schwarzwald und Schönwald im Schwarzwald
19. Schlossberg-Hauberg: 107,0 ha (davon 89,8 ha im Schwarzwald-Baar-Kreis); Stadt Triberg im Schwarzwald
20. Schwenninger Moos: 97,4 ha; Städte Bad Dürrheim und Villingen-Schwenningen
21. Tannhörnle: 23,2 ha; Stadt Villingen-Schwenningen
22. Unterhölzer Wald: 633,9 ha (davon 137,6 ha im Schwarzwald-Baar-Kreis); Städte Bad Dürrheim und Donaueschingen
23. Weiherbachtal: 39,0 ha; Stadt Donaueschingen
24. Wutachflühen: 374,2 ha (davon 145,9 ha im Schwarzwald-Baar-Kreis); Stadt Blumberg
25. Wutachschlucht: 968,8 ha (davon 63,8 ha im Schwarzwald-Baar-Kreis); Gemeinde Hüfingen
26. Zollhausried: 76,4 ha; Stadt Blumberg

### Geologie
Der Schwarzwald-Baar-Kreis liegt in dem vom Land Baden-Württemberg ermittelten Radonvorsorgegebiet. Diese sind laut Strahlenschutzgesetz verpflichtend zu ermitteln sowie festzulegen und betreffen folgende Gemeinden (Stand 15. Dezember 2020):
- Schonach (Gemeinde-Kennziffer 8326035)

## Geschichte

### Bildung der Landkreise
Der Schwarzwald-Baar-Kreis wurde durch die Kreisreform am 1. Januar 1973 durch Vereinigung der Landkreise Donaueschingen und Villingen sowie der Gemeinden Deißlingen und Weigheim des Landkreises Rottweil und der Gemeinde Tuningen des Landkreises Tuttlingen gebildet. Deißlingen kehrte bereits am 1. Januar 1974 zum Landkreis Rottweil zurück.
Die beiden Altkreise Donaueschingen und Villingen gingen 1936/1939 aus den alten gleichnamigen Amtsbezirken hervor, die zu Anfang des 19. Jahrhunderts nach der Auflösung Vorderösterreichs und dem Übergang an das Großherzogtum Baden errichtet worden waren. Im Laufe der Geschichte wurden diese mehrmals verändert (1924 Aufhebung des Bezirksamtes Triberg). Die ehemals badische Stadt Villingen und die ehemals württembergische Stadt Schwenningen wurden am 1. Januar 1972 zur Stadt Villingen-Schwenningen vereinigt, die nach Errichtung des Schwarzwald-Baar-Kreises Kreisstadt des neuen Landkreises wurde.
Nach Abschluss der Gemeindereform umfasst der Schwarzwald-Baar-Kreis 20 Gemeinden, darunter zehn Städte und hiervon wiederum zwei Große Kreisstädte (Donaueschingen und Villingen-Schwenningen). Größte Stadt ist Villingen-Schwenningen, kleinste Gemeinde ist Gütenbach.

### Vorgeschichte
Das heutige Kreisgebiet hat eine bewegte Geschichte seiner territorialen Zugehörigkeit. In der Karolingerzeit waren die Oberläufe von Donau und Neckar Herrschaftsgebiet der Alaholfinger oder Bertholde. Von den damals entstandenen Siedlungen gingen allerdings, wie ein Aachener Schenkungsvertrag von 817 belegt, 42 Dörfer an St. Gallen, darunter Villingen, Schwenningen, Tannheim, Pfohren und Hondingen.
Nach dem Zerfall des Frankenreichs 843 gehörte das Baargebiet zum Ostfrankenreich und ab etwa 920 zum Herzogtum Schwaben. Nach dessen Ende kam es 1273 unter Rudolf II. großteils zum habsburgischen Vorderösterreich bzw. als Landgrafschaft Baar zum Fürstentum Fürstenberg des Schwäbischen Reichskreises.
Nach den napoleonischen Kriegen wurde das Gebiet 1806 der nun vergrößerten Markgrafschaft Baden bzw. dem Königreich Württemberg zugeschlagen. Doch existierten im Grenzverlauf zwischen Baden, Württemberg und dem preußischen Hohenzollern-Land mehrere kleine Enklaven und Exklaven, die erst spät durch Gebietstausch bereinigt wurden. Im Großen bildeten die drei Länder seit 1952 das Bundesland Baden-Württemberg.
Ende April 1945 geriet die Region des heutigen Landkreises in ausgedehnte Kampfhandlungen und wurde danach Teil der Französischen Besatzungszone.

### Einwohnerstatistik

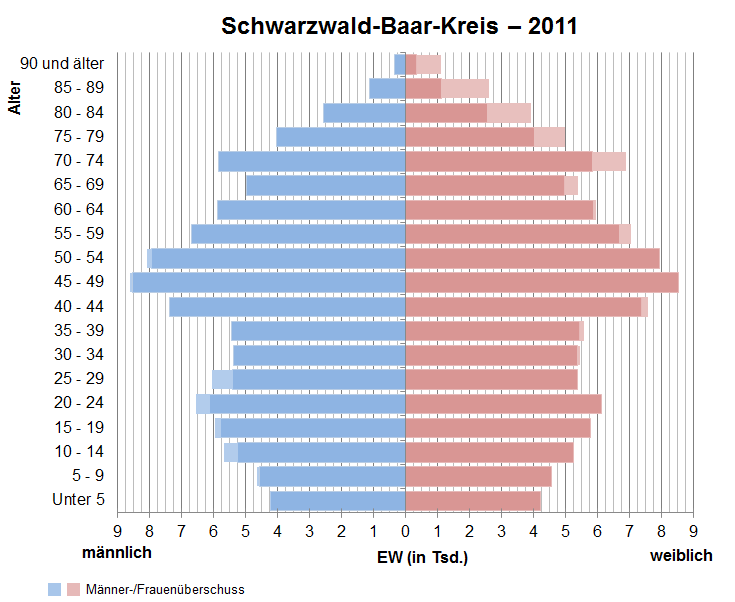
Bevölkerungspyramide für den Schwarzwald-Baar-Kreis (Datenquelle: Zensus 2011)

Die Einwohnerzahlen sind Volkszählungsergebnisse (¹) oder amtliche Fortschreibungen des Statistischen Landesamts Baden-Württemberg (nur Hauptwohnsitze).
| Datum             | Einwohner |
| ----------------- | --------- |
| 31. Dezember 1973 | 202.138   |
| 31. Dezember 1975 | 199.550   |
| 31. Dezember 1980 | 199.570   |
| 31. Dezember 1985 | 194.211   |
| 25. Mai 1987 ¹    | 192.620   |
| 31. Dezember 1990 | 202.025   |

| Datum             | Einwohner |
| ----------------- | --------- |
| 31. Dezember 1995 | 208.828   |
| 31. Dezember 2000 | 210.347   |
| 31. Dezember 2005 | 211.320   |
| 31. Dezember 2010 | 206.535   |
| 31. Dezember 2015 | 209.648   |
| 31. Dezember 2020 | 212.872   |

### Konfessionsstatistik
Der Anteil der evangelische und katholische Kirchenmitglieder im Kreis sinkt jährlich um 1 %. Gemäß dem Zensus 2022 waren 38,1 % der Einwohner katholisch, 20,7 % evangelisch, und 41,2 % waren konfessionslos, gehörten einer anderen Glaubensgemeinschaft an oder machten keine Angabe.

## Politik

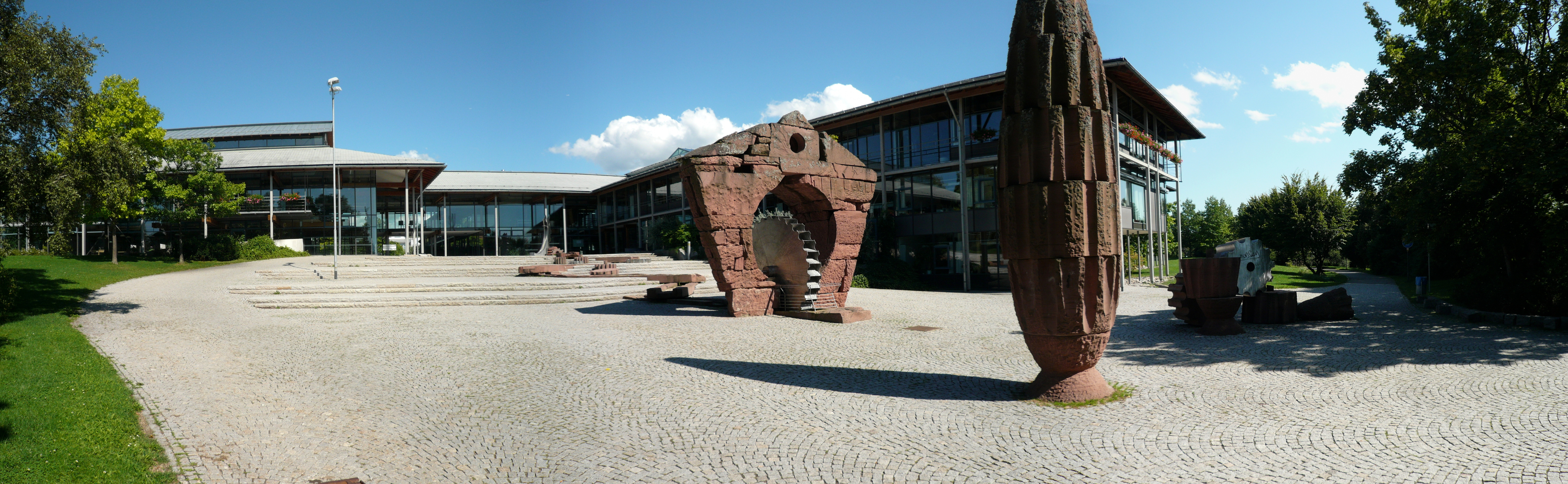
Das Landratsamt in Villingen

### Kreistag
| Kreistagswahl Schwarzwald-Baar-Kreis 2024Wahlbeteiligung: 56,2 % 403020100 34,215,214,913,713,18,50,6keine CDUFWAfDGrüneSPDFDPGUBSonst.Gewinne und Verlusteim Vergleich zu 2019 %p 10 8 6 4 2 0 −2 −4 −6−0,8−1,7+9,4−4,5−0,7−0,9+0,6−1,2CDUFWAfDGrüneSPDFDPGUBSonst. | Sitzverteilung im Kreistag Schwarzwald-Baar-Kreis seit 2024Insgesamt 61 Sitze - SPD: 8 - Grüne: 8 - GUB: 1 - FW: 9 - FDP: 5 - CDU: 22 - AfD: 8 |

Der Kreistag wird von den Wahlberechtigten im Landkreis auf fünf Jahre gewählt.
| Parteien und Wählergemeinschaften | Parteien und Wählergemeinschaften           | % 2024 | Sitze 2024 | % 2019 | Sitze 2019 | % 2014 | Sitze 2014 | % 2009 | Sitze 2009 | % 2004 | Sitze 2004 | % 1999 | Sitze 1999 | % 1994 | Sitze 1994 | % 1989 | Sitze 1989 |
| CDU                               | Christlich Demokratische Union Deutschlands | 34,2   | 22         | 35,0   | 22         | 38,6   | 26         | 34,7   | 26         | 38,6   | 26         | 42,1   | 29         | 35,6   | 26         | 36,0   | 25         |
| FW                                | Freie Wähler                                | 15,2   | 9          | 16,9   | 10         | 20,9   | 12         | 22,3   | 13         | —      | —          | —      | —          | —      | —          | —      | —          |
| AfD                               | Alternative für Deutschland                 | 14,9   | 8          | 5,5    | 3          | 3,8    | 1          | —      | —          | —      | —          | —      | —          | —      | —          | —      | —          |
| Grüne                             | Bündnis 90/Die Grünen                       | 13,7   | 8          | 18,2   | 10         | 11,3   | 7          | 10,2   | 6          | 8,6    | 5          | 6,6    | 4          | 10,0   | 6          | 9,1    | 5          |
| SPD                               | Sozialdemokratische Partei Deutschlands     | 13,1   | 8          | 13,9   | 8          | 17,3   | 10         | 20,0   | 11         | 22,2   | 13         | 24,1   | 15         | 25,7   | 17         | 24,3   | 14         |
| FDP                               | Freie Demokratische Partei                  | 8,5    | 5          | 9,4    | 5          | 6,0    | 4          | 9,4    | 7          | 9,3    | 7          | 8,1    | 6          | 7,2    | 6          | 8,7    | 7          |
| GUB                               | Gemeinschaft unabhängiger Bürger e. V.      | 0,6    | 1          | —      | —          | —      | —          | —      | —          | —      | —          | —      | —          | —      | —          | —      | —          |
| DLVH                              | Deutsche Liga für Volk und Heimat           | —      | —          | 1,2    | 0          | 2,0    | 1          | 3,2    | 1          | —      | —          | —      | —          | —      | —          | —      | —          |
| WG                                | Wählervereinigungen                         | —      | —          | —      | —          | —      | —          | —      | —          | 17,5   | 9          | 16,3   | 9          | 18,8   | 10         | 14,7   | 8          |
| REP                               | Die Republikaner                            | —      | —          | —      | —          | —      | —          | —      | —          | —      | —          | —      | —          | —      | —          | 2,7    | 0          |
| Sonst.                            | Sonstige                                    | —      | —          | —      | —          | —      | —          | —      | —          | 3,8    | 1          | 2,9    | 1          | 2,8    | 1          | 4,6    | 1          |
| Gesamt                            | Gesamt                                      | 100    | 61         | 100    | 58         | 100    | 61         | 100    | 64         | 100    | 61         | 100    | 64         | 100    | 66         | 100    | 60         |
| Wahlbeteiligung                   | Wahlbeteiligung                             | 56,2 % | 56,2 %     | 53,0 % | 53,0 %     | 46,2 % | 46,2 %     | 47,5 % | 47,5 %     | 49,0 % | 49,0 %     | 51,9 % | 51,9 %     | 63,1 % | 63,1 %     | 58,8 % | 58,8 %     |

- WG: Wählervereinigungen, da sich die Ergebnisse von 1989 bis 2004 nicht auf einzelne Wählergruppen aufschlüsseln lassen.

### Landrat
Der Landrat wird vom Kreistag für eine Amtszeit von acht Jahren gewählt. Er ist gesetzlicher Vertreter und Repräsentant des Landkreises sowie Vorsitzender des Kreistags und seiner Ausschüsse. Er leitet das Landratsamt und ist Beamter des Kreises. Zu seinem Aufgabengebiet gehört die Vorbereitung der Kreistagssitzungen und seiner Ausschüsse. Er beruft Sitzungen ein, leitet diese und vollzieht die dort gefassten Beschlüsse. In den Gremien hat er kein Stimmrecht. Sein Stellvertreter ist der Erste Landesbeamte.
Die Landräte des Landkreises Donaueschingen 1945–1972
- 1945:–1972 Erwin Trippel (Amtsverweser)
- 1945:–1972 Max Egon Prinz zu Fürstenberg
- 1945:–1972 Fritz Mauthe
- 1945–1972: Robert Lienhart

Die Landräte des Landkreises Villingen 1945–1972
- 1945–1947: Karl Paul Bienzeisler
- 1947–1948: Othmar Diele (kommissarisch)
- 1948–1972: Josef Astfäller

Die Landräte des Schwarzwald-Baar-Kreises seit 1973
- 1973–1996: Rainer Gutknecht
- 1996–2012: Karl Heim (parteilos)
- seit 1. Juni 2012: Sven Hinterseh (CDU)

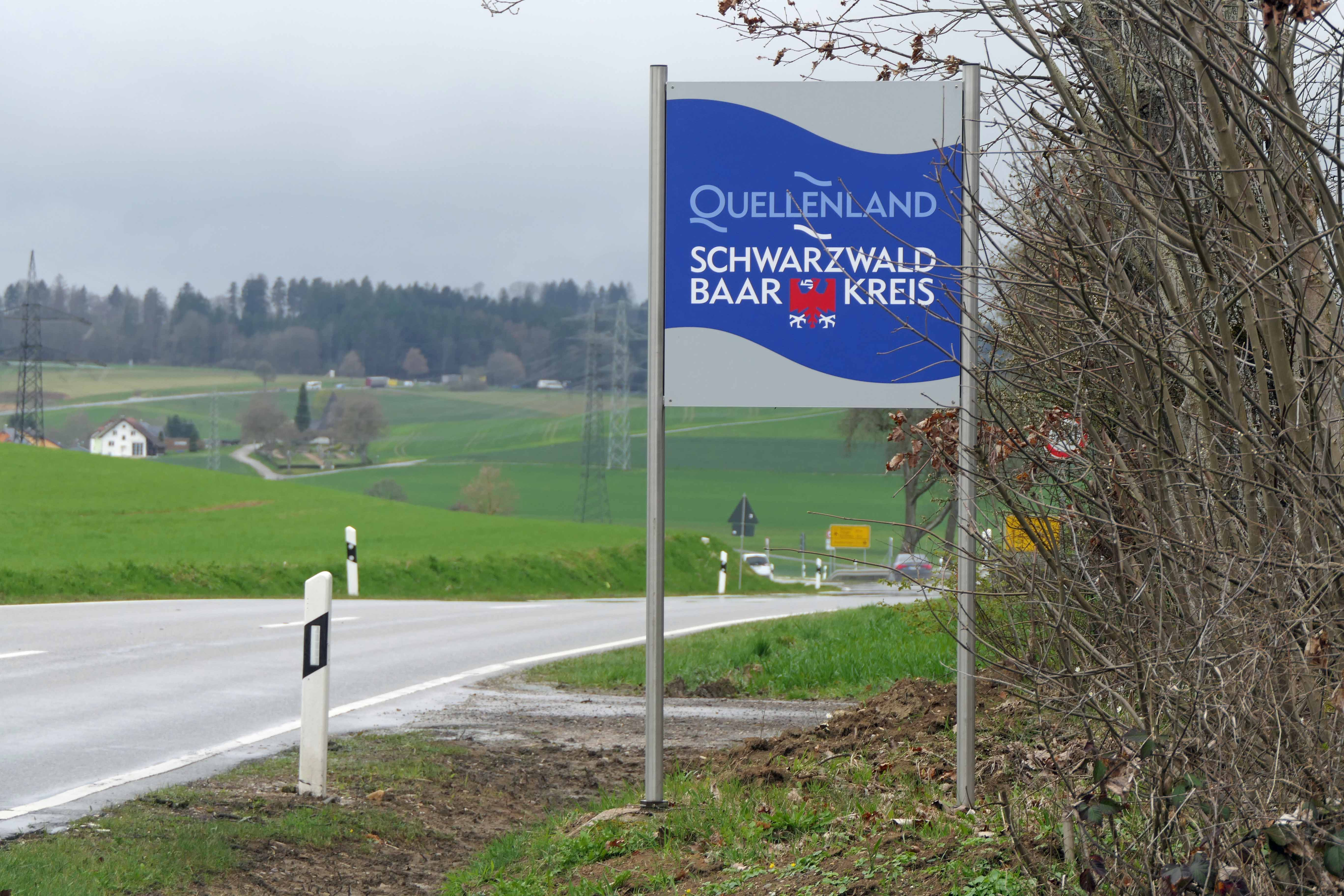
Begrüßungsschild Schwarzwald-Baar-Kreis

### Hoheitszeichen

Hissflagge
Bannerflagge

Der Schwarzwald-Baar-Kreis führt ein Dienstsiegel, ein Wappen sowie eine Hiss- und eine Bannerflagge.
| Wappen des Schwarzwald-Baar-Kreises | Blasonierung: „Von Silber und Blau geviert: In Feld 1 ein blau bewehrter und blau bezungter roter Adler.“ |
| Wappen des Schwarzwald-Baar-Kreises | Wappenbegründung: Die beiden blauen Felder symbolisieren die Flüsse Donau und Neckar, die im Kreisgebiet entspringen. Die silbernen Felder symbolisieren die beiden namensgebenden Landschaften, Schwarzwald und Baar. Der rote Adler steht für das Geschlecht der Zähringer, welche die Stadt Villingen gründeten. Die Verleihung des Wappens erfolgte am 7. Juni 1974. |

Beschreibung: Von Silber und Blau geviert: In Feld 1 ein blau bewehrter und blau bezungter roter Adler

### Partnerschaften
Der Schwarzwald-Baar-Kreis unterhält eine Kreispartnerschaft mit dem Komitat Bács-Kiskun in Ungarn.

## Wirtschaft und Infrastruktur
Im sogenannten Zukunftsatlas 2016 belegte der Schwarzwald-Baar-Kreis Platz 127 von 402 Landkreisen, Kommunalverbänden und kreisfreien Städten in Deutschland und zählt damit zu den Regionen mit „Zukunftschancen“. In der Ausgabe von 2019 lag er auf Platz 109 von 401.
Der Schwarzwald-Baar-Kreis beheimatet einige besonders wirtschaftlich leistungsstarke Regionen. So weist z. B. die Stadt Furtwangen eine besonders niedrige Arbeitslosenzahl im bundesdeutschen Vergleich auf. Viele mittelständisch geprägte Unternehmen haben sich in der Region angesiedelt, die sich zumeist in ihrem spezifischen Teilwirtschaftszweig einen bekannten Namen erarbeitet haben.

### Verkehr

#### Schiene

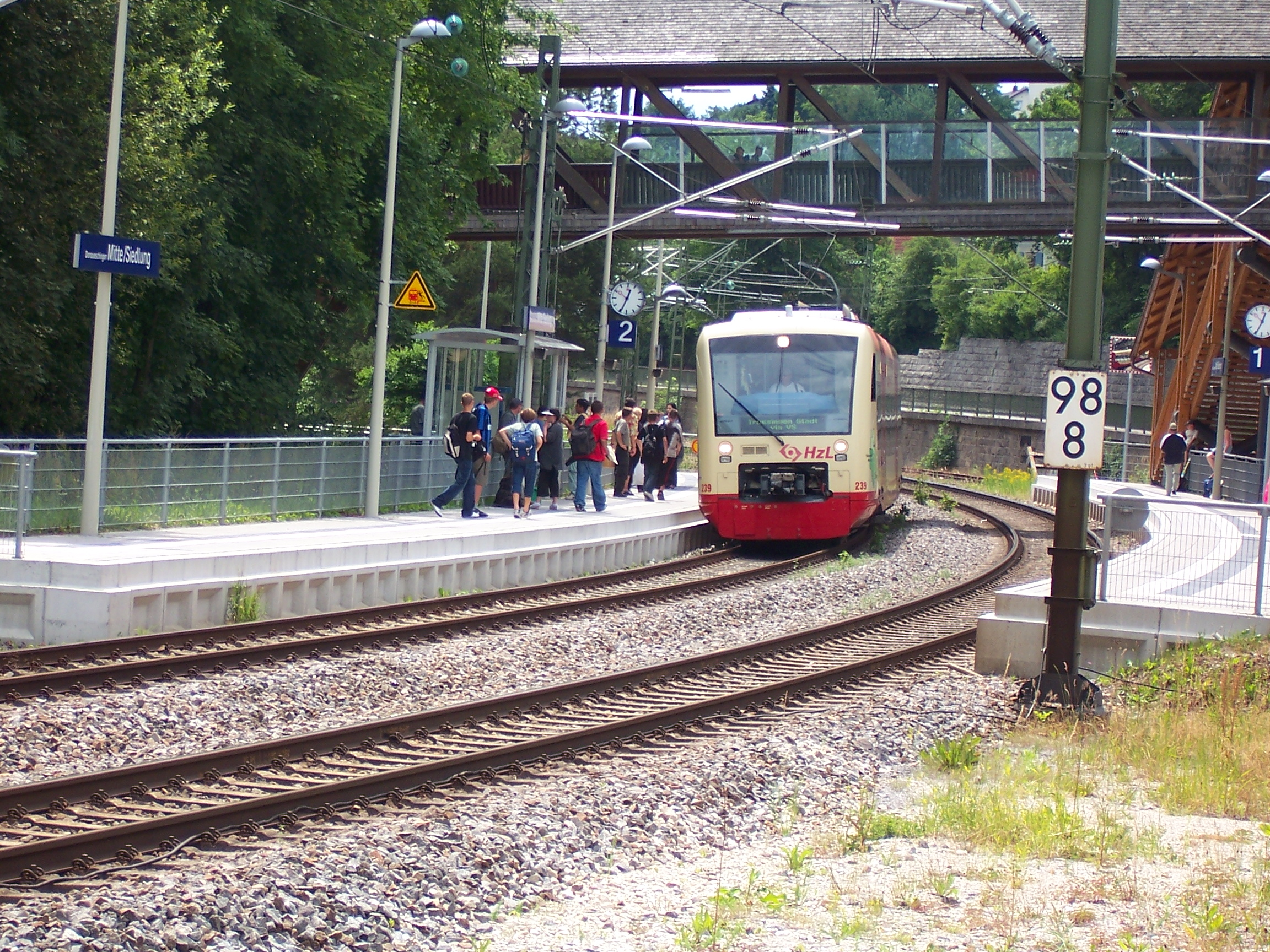
Der Ringzug in Donaueschingen

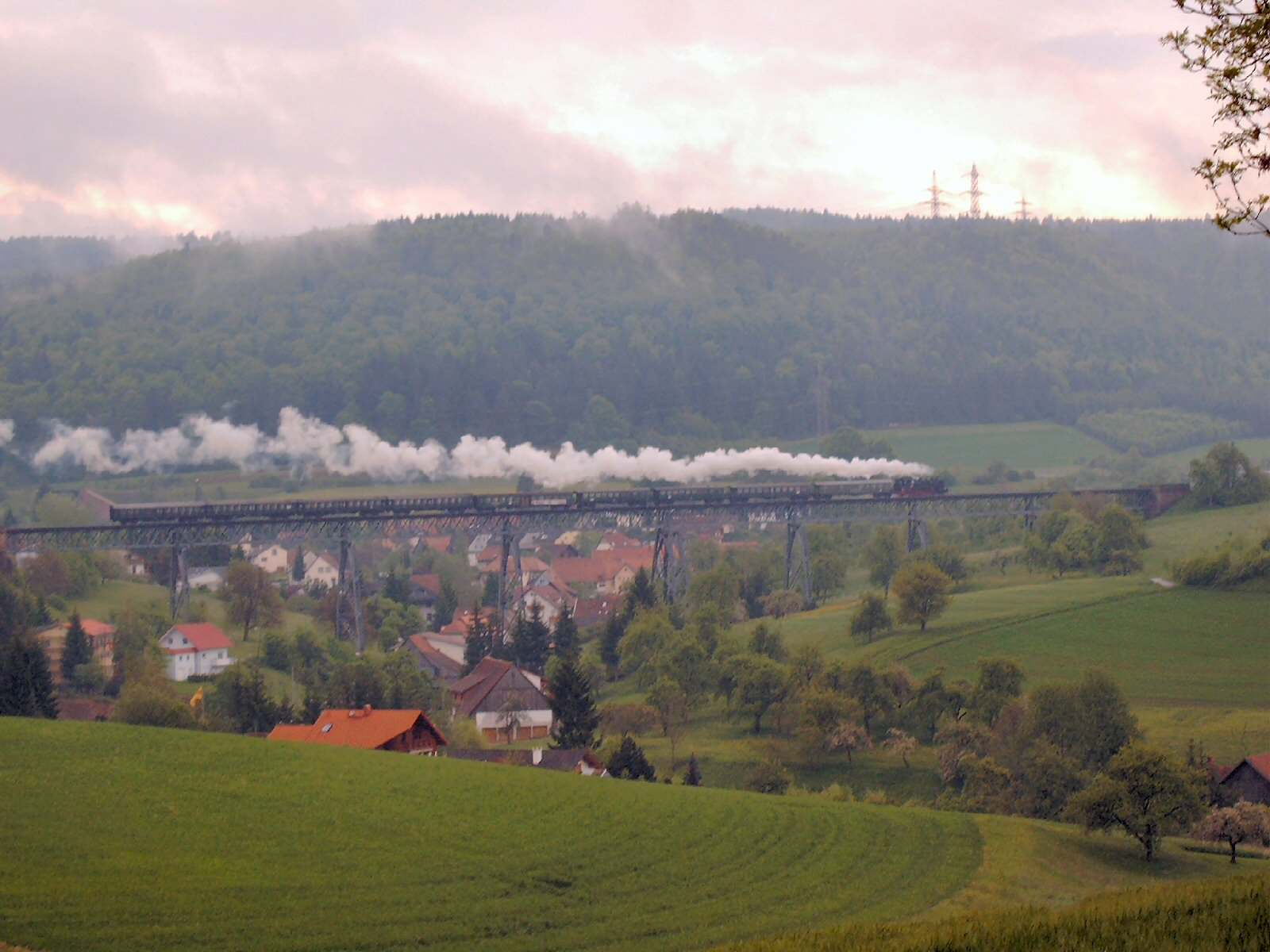
Museumsbahn „Sauschwänzlebahn“

Das Kreisgebiet wird durch insgesamt fünf aktive Eisenbahnstrecken erschlossen:
- die Schwarzwaldbahn im Abschnitt Triberg–St. Georgen–Villingen–Donaueschingen
- die Höllentalbahn im Abschnitt Döggingen–Hüfingen–Donaueschingen
- die Bahnstrecke Rottweil–Villingen im Abschnitt Villingen–Schwenningen (Neckar)–Villingen-Schwenningen Hammerstatt
- die Bregtalbahn Hüfingen–Bräunlingen in ihrer gesamten noch vorhandenen Länge (früher bis Furtwangen)
- die Wutachtalbahn im Abschnitt Fützen–Bahnhof Blumberg-Zollhaus–Hintschingen (Anschluss zur Schwarzwaldbahn).

Eine weitere Strecke, die Bad Dürrheim mit der Schwarzwaldbahn verband, wurde Mitte der 1960er Jahre stillgelegt und abgebaut.
Der Landkreis ist in den Verkehrsverbund Schwarzwald-Baar eingegliedert. Durch die Schwarzwaldbahn ist der Landkreis direkt an das bundesweite Intercity-Netz angeschlossen. Es bestehen umsteigefreie Fernverkehrsverbindungen von Donaueschingen, Villingen, St. Georgen oder Triberg nach Hamburg, in das Ruhrgebiet oder Hannover. Seit Einführung des Ringzugs 2003 hat sich der Schienennahverkehr im Kreisgebiet verbessert.

#### Fernstraßen
Das östliche Kreisgebiet wird von der Bundesautobahn 81 Stuttgart–Singen (Hohentwiel) berührt. Ferner erschließen mehrere Bundes-, Landes- und Kreisstraßen den Landkreis. Wichtigste Bundesstraße ist die B 33 Offenburg–Villingen-Schwenningen sowie die B 500 Baden-Baden–Waldshut-Tiengen.

#### Radverkehr
Durch den Schwarzwald-Baar-Kreis verlaufen die folgenden Alltagsrouten aus dem Radnetz Baden-Württemberg:
- Von Hausach kommend über Triberg, St. Georgen, Villingen, Donaueschingen, Hüfingen und an Blumberg vorbei Richtung Schaffhausen; allerdings besteht zwischen Hornberg und Triberg noch eine Netzlücke
- Von Rottweil kommend über Schwenningen und Bad Dürrheim nach Donaueschingen
- von Schramberg (Stadtteil Sulgen) kommend über Königsfeld nach Villingen
- Von Villingen nach Schwenningen
- Von Titisee-Neustadt kommend an Löffingen vorbei über Bräunlingen, Hüfingen und Donaueschingen Richtung Geisingen und Tuttlingen.

Zudem gibt es einen Radverkehrsplan des Landkreises.
Durch den Landkreis verlaufen die folgenden Landes-Radfernwege: 
- In Donaueschingen beginnt der Donauradweg. Er führt über Passau, Wien und Budapest bis zur Mündung in das Schwarze Meer.
- Der Neckartal-Radweg führt von Villingen durch das Quellgebiet des Neckars und über Schwenningen und Rottweil nach Mannheim.
- Der Heidelberg-Schwarzwald-Bodensee-Radweg führt von Heidelberg nach Radolfzell. Er verläuft von Rottweil kommend über Schwenningen und Donaueschingen Richtung Tengen und Singen.
- Der Schwarzwald-Panorama-Radweg führt von Pforzheim, Freudenstadt und Schramberg (Stadtteil Sulgen) über Villingen und Bräunlingen Richtung Titisee-Neustadt und schließlich weiter nach Waldshut-Tiengen.

### Kreiseinrichtungen
Der Schwarzwald-Baar-Kreis ist Träger folgender beruflicher Schulen:
- Gewerbeschule Villingen-Schwenningen,
- Gewerbliche Schulen Donaueschingen,
- Robert-Gerwig-Schule (Gewerbliche und Kaufmännische Schule) Furtwangen,
- Landesberufsschule für das Hotel- und Gaststättengewerbe mit Internat Villingen-Schwenningen,
- Kaufmännische Schulen I Villingen-Schwenningen,
- David-Würth-Schule (Kaufmännische Schule) Villingen-Schwenningen,
- Kaufmännische und Hauswirtschaftliche Schulen Donaueschingen,
- Technisches Gymnasium Villingen-Schwenningen,
- Albert-Schweitzer-Schule (Hauswirtschaftlich-sozialpflegerische und landwirtschaftliche Schule) Villingen-Schwenningen und
- Fachschule für Landwirtschaft Donaueschingen.

Ferner folgender Sonderpädagogischer Bildungs- und Beratungszentren:
- Carl-Orff-Schule mit Schulkindergarten Villingen-Schwenningen (Förderschwerpunkt geistige Entwicklung)
- Christy-Brown-Schule Villingen-Schwenningen (Förderschwerpunkt körperlich-motorische Entwicklung)
- Karl-Wacker-Schule mit Schulkindergarten Donaueschingen (Förderschwerpunkt geistige Entwicklung)
- Sonderpädagogisches Bildungs- und Beratungszentrum für Schüler in längerer Krankenhausbehandlung Villingen-Schwenningen

Der Schwarzwald-Baar-Kreis ist Gesellschafter der Schwarzwald-Baar Klinikum Villingen-Schwenningen GmbH, Akademisches Lehrkrankenhaus der Universität Freiburg. Die GmbH betreibt die Krankenhäuser in Villingen-Schwenningen und Donaueschingen. Sie ist mit ca. 3000 Mitarbeitern der größte Arbeitgeber im Landkreis.
Das neue Zentralklinikum zwischen den Stadtteilen Villingen und Schwenningen wurde bis Juli 2013 errichtet.

## Städte und Gemeinden
Vereinbarte Verwaltungsgemeinschaften und Gemeindeverwaltungsverbände
1. Gemeindeverwaltungsverband Donaueschingen mit Sitz in Donaueschingen; Mitgliedsgemeinden: Städte Bräunlingen, Donaueschingen und Hüfingen
2. Vereinbarte Verwaltungsgemeinschaft der Stadt Furtwangen mit der Gemeinde Gütenbach
3. Gemeindeverwaltungsverband „Raumschaft Triberg“ mit Sitz in Triberg im Schwarzwald; Mitgliedsgemeinden: Stadt Triberg im Schwarzwald und Gemeinden Schönwald im Schwarzwald und Schonach im Schwarzwald
4. Vereinbarte Verwaltungsgemeinschaft der Stadt Villingen-Schwenningen mit den Gemeinden Brigachtal, Dauchingen, Mönchweiler, Niedereschach, Tuningen und Unterkirnach

| Stadt                                    | Wappen | Fläche km² | Einwohner 31. Dezember 2023 | EW-Dichte EW je km² | Höhe über NN |
| ---------------------------------------- | ------ | ---------- | --------------------------- | ------------------- | ------------ |
| Bad Dürrheim                             |        | 62,09      | 13.216                      | 213                 | 703          |
| Blumberg                                 |        | 98,68      | 10.063                      | 102                 | 704          |
| Bräunlingen                              |        | 62,10      | 5.782                       | 93                  | 693          |
| Donaueschingen, Große Kreisstadt         |        | 104,63     | 21.786                      | 208                 | 686          |
| Furtwangen im Schwarzwald                |        | 82,57      | 8.469                       | 103                 | 870          |
| Hüfingen                                 |        | 58,53      | 7.973                       | 136                 | 684          |
| St. Georgen im Schwarzwald               |        | 59,85      | 12.407                      | 207                 | 862          |
| Triberg im Schwarzwald                   |        | 33,32      | 4.658                       | 140                 | 684          |
| Villingen-Schwenningen, Große Kreisstadt |        | 165,47     | 89.286                      | 540                 | 758          |
| Vöhrenbach                               |        | 70,47      | 3.621                       | 51                  | 797          |

| Gemeinde                  | Wappen | Fläche km² | Einwohner 31. Dezember 2023 | EW-Dichte EW je km² | Höhe über NN |
| ------------------------- | ------ | ---------- | --------------------------- | ------------------- | ------------ |
| Brigachtal                |        | 22,80      | 5.064                       | 222                 | 705          |
| Dauchingen                |        | 10,04      | 3.821                       | 381                 | 732          |
| Gütenbach                 |        | 18,49      | 1.044                       | 56                  | 826          |
| Königsfeld im Schwarzwald |        | 40,24      | 5.906                       | 147                 | 763          |
| Mönchweiler               |        | 9,60       | 2.792                       | 291                 | 757          |
| Niedereschach             |        | 33,07      | 5.911                       | 179                 | 625          |
| Schonach im Schwarzwald   |        | 36,71      | 3.879                       | 106                 | 881          |
| Schönwald im Schwarzwald  |        | 27,81      | 2.600                       | 93                  | 1.000        |
| Tuningen                  |        | 15,59      | 3.142                       | 202                 | 743          |
| Unterkirnach              |        | 13,17      | 2.502                       | 190                 | 815          |

## Kfz-Kennzeichen
Am 1. Januar 1973 wurde dem Landkreis das seit dem 1. Januar 1972 für den Landkreis Villingen-Schwenningen gültige Unterscheidungszeichen VS zugewiesen. Es wird durchgängig bis heute ausgegeben.
Ab dem 16. September 2024 wird das Unterscheidungszeichen DS (für den früheren Landkreis Donaueschingen) im Schwarzwald-Baar-Kreis wieder ausgegeben.
Das frühere Unterscheidungszeichen VL (Altkreis Villingen) wird nicht wieder eingeführt.